# アルフォースブイドラモン
アルフォースブイドラモンはデジタルモンスターシリーズに登場する架空の生命体・デジタルモンスターの一種。ロイヤルナイツの一体。

## 概要
「ブイドラモン系の究極体」として最も良く知られている。デジモンペンデュラムプログレス・ドラゴンズロアで漫画『デジモンアドベンチャーVテイマー01』に先駆けて初登場を果たす。ブイドラモン・エアロブイドラモンと違い、人に近い姿をしている。
腕のブレスレットから展開する剣、アルフォースセイバーはホーリーエンジェモンのエクスキャリバーを意識したとみられるデザインとなっている。
ニンテンドーDS用ソフト『デジモンストーリー ロストエボリューション』にてゲーム初登場を果たす。また、ブイドラモン形態では唯一アニメに登場している。

## 種族としてのアルフォースブイドラモン
クロンデジゾイドの中でも希少な存在で軽く機動力に優れた最軽量のレアメタル「ブルーデジゾイド」の聖鎧に身を包み、神速のスピードを持つ。両腕に装備した「Vブレスレット」から武器である「アルフォースセイバー」や盾である「テンセグレートシールド」が展開する。

### 基本データ
- 世代/究極体
- タイプ/聖騎士型
- 属性/ワクチン
- 必殺技/シャイニングVフォース、アルフォースセイバー
- 特殊技/テンセグレートシールド
- 装備/Vブレスレット
- 所属/ロイヤルナイツ

必殺技
シャイニングVフォース
胸のV字型アーマーから掃射される光線。

### X抗体版
X抗体を取り込むと、体内に秘められた「アルフォース」がさらに引き出されたことでいかなるダメージも即座に回復する自己治癒能力を発揮し、それにより敵の攻撃をものともしない戦術が可能となる。
- 世代/究極体
- タイプ/聖騎士型
- 属性/ワクチン
- 必殺技/シャイニングVフォース、アルフォースセイバー
- 特殊技/テンセグレートシールド
- 装備/Vブレスレット
- 所属/ロイヤルナイツ

### アルフォースブイドラモン超究極体（フューチャーモード）
アルフォースブイドラモンが人間の「未来を信じる想い」によって輝いたデジメンタルでさらなる進化を遂げた存在。
- 世代/超究極体
- タイプ/聖騎士型
- 属性/ワクチン
- 必殺技/シャイニングVフォース、アルフォースVセイバー
- 特殊技/テンセグレートシールド
- 装備/Vブレスレット
- 所属/ウィンドガーディアンズ

### 亜種・関連種・その他
- ブイドラモン
- エアロブイドラモン

## 登場人物としてのアルフォースブイドラモン

### アルフォースブイドラモン・ゼロ
漫画『デジモンアドベンチャーVテイマー01』に登場。アルカディモンとの対決で追いつめられたエアロブイドラモン・ゼロが砕け散った後に、アルフォースの力で復活した姿。「オーバーライト」という感情を現す際のデータ書き換えが昇華された、0と1を再生する力を持つ聖なるオーバーライト「アルフォース」を持ち、デジメンタルの使用による超究極体（フューチャーモード）の姿があった。詳しくはブイドラモン#ゼロマルを参照。

### デジモンセイバーズ
ロイヤルナイツの一員として登場。声優は鶴岡聡（日本語版）、ジョー・オフマン（英語版）。台詞があったのは第46話で「今の波動は…」の一言だけであり、このシーンでは口が開閉している。

### デジモンクロスウォーズ (漫画)
アニメ『セイバーズ』と同様にロイヤルナイツとして登場。上記のゼロマルと似たような性格とバックボーンを持つ。第13話から登場。
神の予言した「赤黒の双頭竜」の侵攻を防ぐために捜索をしていたが、突如現れたバグラ軍との戦いで敗れ、デジタルワールドは崩壊し、それに巻き込まれ人間界に飛ばされ帰れなくなってしまう。タイキと出会った時点では、タクテイモンの武器である蛇鉄封神丸に込められた瘴気によって修復能力を阻害され、タクティモンとの戦いで受けた両目の傷が癒えておらず失明状態だった。師匠や聖騎士といった肩書にあまり慣れておらず、弟子たちから威厳を出すように一人称を「私」と直されているが本来の一人称は「ボク」。過去にパートナーとデジタルワールドを周り、一度や二度世界を救ったことがある。また、少々子供っぽさがある。人間界の瓦礫の中でひっそりと暮らしており、タイキと出会った。その後2か月かけてタイキのクロスローダーの中で傷をなんとか回復させ、バグラ軍との決戦に参加する。
全ての戦いが終結した後は、タイキたちと別れ、また人間界でデジモン絡みの事件が起こった時のためにということで、スパロウモン、モニモン、スパーダモン、コロナモン、ルナモン（変身の魔術を使えるということでバロモンも）を人間界に帰るネネとコトネに託した。
単行本第4巻に収録されているオマケ漫画「ばぐら家の横顔」で、『デジモンアドベンチャーVテイマー01』のゼロマルが大人になったら、というイメージでキャラ付けした、と明言されている。

### デジモンストーリー サイバースルゥース
声優は日比愛子。オメガモンの話から、確実に穏健派である模様。空を自由に駆け回るスレイプモンに対抗するためにその力を求められるが、デジタルワールドから現実世界に移動する途中で次元の穴が閉じてしまったらしく次元の狭間に消えてしまった。そのため代わりのアルフォースブイドラモンを探すため、主人公は「リ・デジタイズの世界へ飛ぶこととなる。次元の狭間に消えたアルフォースブイドラモンがその後どうなったかは不明となっている。